# Нагибина (деревня)
Нагибина — деревня в Пышминском городском округе Свердловской области России.

## Географическое положение
Деревня Нагибина расположена в 39 километрах (по дорогам в 48 километрах) к югу от посёлка Пышма, на обоих берегах реки Дерней — правого притока реки Пышмы. В двух километрах к юго-западу от деревни расположено озеро Дерней.

## Население
| 2002 | 2010 | 2021 |
| ---- | ---- | ---- |
| 268  | ↘232 | ↘226 |